# Eduard von Schlereth
Eduard von Schlereth (* 23. Dezember 1815 in Hammelburg; † 29. Mai 1891 in München) war ein bayerischer Ministerialrat und Geheimrat.

## Leben
Er studierte an der Julius-Maximilians-Universität Würzburg und wurde im Jahre 1837 in das Corps Moenania recepiert. Er schloss das Studium der Rechte „mit bestem Erfolg“ ab.
Er war bayerischer Ministerialrat und Geheimrat. Seine letzte Ruhestätte liegt auf dem Alten Südfriedhof München. Er ist Namensgeber für Straßen in Franken.